# 12012 (アルバム)
『12012』（いちにーぜろいちに）は、12012の4枚目のアルバム。2012年3月14日発売。

## 解説
狂ったのは俺なのか、それとも君達か…がキャッチコピー。
4人体制となって初のアルバムであり、そのヴィジュアルイメージや音楽性は以前と大きく異なっている。また、メジャーデビュー以降初のシングル未収録アルバム。
初回盤と通常盤の2タイプでのリリース。初回盤はCD2枚組デジパック仕様。通常盤初回プレス分は応募者全員プレゼント「浸色 -reprise-」の応募券付き。
「SUICIDE」はPVが制作されたが、あまりの過激さにテレビ局は放送を拒否。オフィシャルサイトでもPVが流される前に18歳未満閲覧禁止で年齢確認が行われているが、そこで流されるPVにもモザイクがなされている。

## 収録曲

### Disc 1
1. 斑　[1:47]
インスト曲。
2. SUICIDE　[4:04]
今作のリード曲。PVが制作された。
3. BAAL-ZEBUL　[3:13]
4. ABUSE　[3:03]
5. 睡蓮　[4:36]
6. 蛇舌　[4:36]
7. 艶　[4:44]
8. HESITATION　[4:13]
9. FEROCIOUS　[4:20]
10. HIDE & SEEK　[3:16]
11. MADMAN　[1:55]
12. FORTITUDE　[4:20]

### Disc 2 （初回盤のみ）
1. 「6」party -reprise-　[3:34]
「罠」カップリング曲の再録
2. vomit -reprise-　[3:09]
『not obtain+1』収録曲の再録
3. my room agony -reprise-　[4:28]
『PLAY DOLLs』収録曲の再録。